# Revala

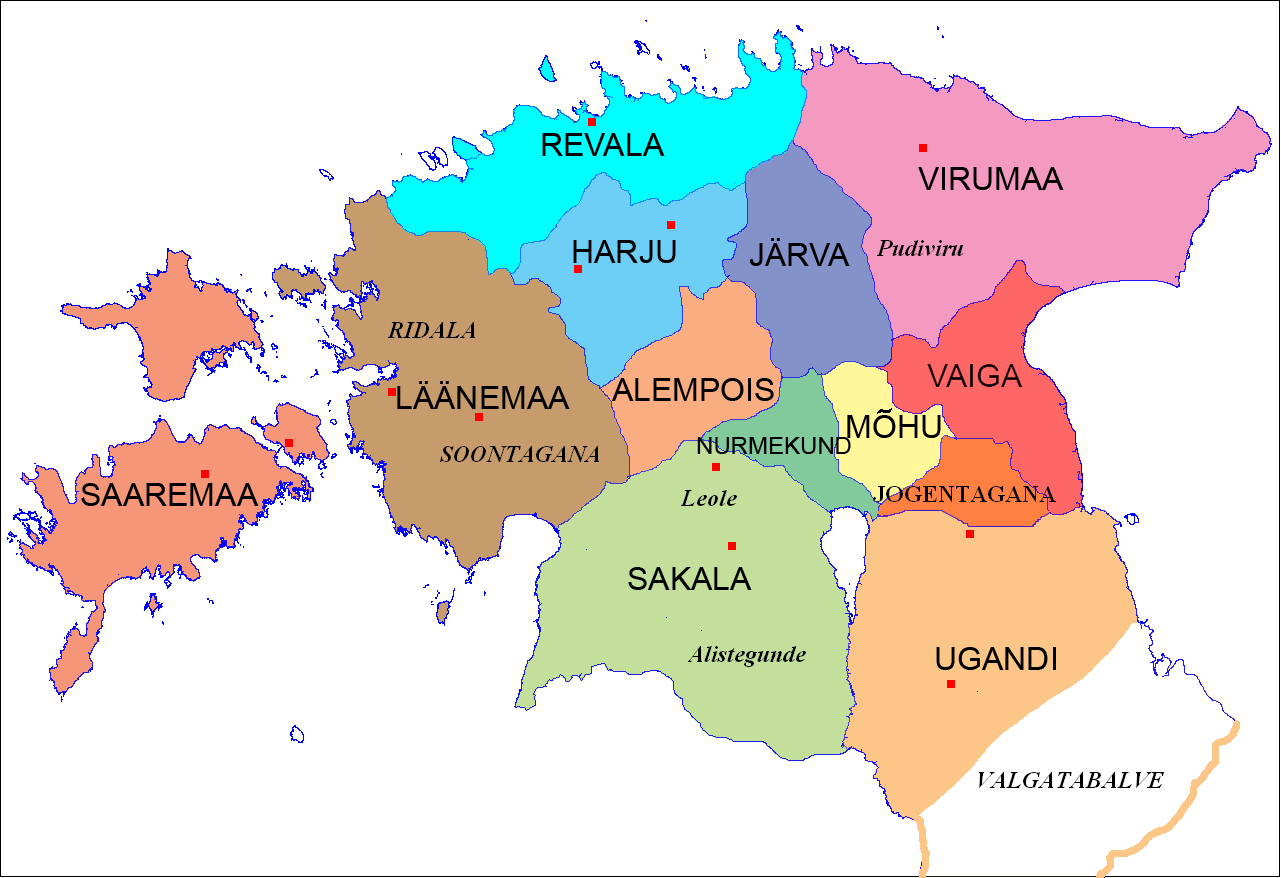
Mapa de los antiguos condados estonios, con Revala al norte, en azul claro.

Revala (also Rävälä, en latín: Revalia, por Enrique de Livonia Revele, por el Liber Census Daniæ Revælæ) fue un antiguo condado estonio. Se hallaba en Estonia septentrional, en el Golfo de Finlandia y correspondía aproximadamente a lo que hoy es el condado de Harju. Los daneses lo conquistaron en 1219 durante la Cruzada del Norte. 
También comprendía el pueblo de Lindanise, ahora conocido como Tallin, la capital de Estonia.
La saga islandesa de Njal, compuesta después de 1270 pero que describía eventos ocurridos entre 960 y 1020 menciona un evento que tuvo lugar en el área que corresponde ahora a Tallin y usa el topónimo de Rafala. Este nombre era probablemente una derivación de Rävala o Revala. 

## Parroquias
- Rebala
- Ocrielæ
- Vomentakæ (Võhmataga)